# مطلق الثبيتي
مطلق الثبيتي العتيبي (9 سبتمبر 1937 - 31 يوليو 1995)، شاعر سعودي، ومن أعلام الشعر النبطي والمحاورة، عمل أستاذًا جامعيًّا وملحقًا تعليميًا لدى سفارة السعودية في السودان، وكان رئيسًا لقسم البحوث والترجمة وقسم تطوير المناهج في وزارة التعليم العالي (وزارة التعليم حاليًا).

## نسبه
هو مطلق بن حميد بن أحمد بن عنيزان الجازي العتيبي من فرع الثبتة أحد فروع قبيلة عتيبة ووالده الشاعر المعروف حميد العتيبي.

## نشأته
ولد في الطائف بمنطقة مكة المكرمة وتحديدا منطقة السيل الكبير عام 9 سبتمبر 1937 من الجوازي من ثبتة السيل الكبير، تلقى تعليمه الابتدائي بها ثم المتوسط والثانوي بمدرسة دار التوحيد بالطائف.
تخرج الشاعر مطلق الثبيتي من كلية الشريعة الإسلامية والدراسات الإسلامية بمكة المكرمة عام 1965 م نال على شهادة الماجستير والدكتوراة من المملكة المتحدة من جامعة مانشستر وكان موضوع رسالتة (التجديد والتقليد في الشعر العربي الحجازي المعاصر).
من أبرز شعراء القلطة الشاعر مطلق بن حميد بن أحمد بن عنيزان الجازي الثبيتي من برقا من عتيبه
وحيث يعد والده من كبار شعراء القلطة في الحجاز ولد في منطقة الطائف،
علم بارز على الساحة الشعبية، عرفته «حلبات المحاورة» على مدى أكثر من ثلاثين عاماً
حتى أصبح قمة من قممها، وفحل من فحولها القلائل، لا يعجزه طاروق ولا يغلبه معنى، حاضر الذهن، متقد الذكاء، وضعه كثير من متابعي فن المحاورة على رأس قائمة شعرائها بدون تردد.
شاعر الحلبتين وراعي الباكور وشاعر الأندلسيات وقد برز ندا لأقوى الشعراء مثل صياف الحربي وشكل الاثنان ثنائيا رائعا وقويا في شعر المحاورة والشعار محمد الجبرتي وعبد الله المسعودي وأحمد الناصر وشليويح المطيري ومستور العصيمي ورشيد الزلامي ومعيض العجي ومحمد ابن جرشان ومحمد بن تويم وابوناب الحربي وهلال السيالي وجارالله السواط وفيصل الرياحي وحبيب العازمي وسلطان الهاجري وراشد السحيمي الحربي وزيد العضيلة وملفي المورقي وغيرهم من عمالقة شعر المحاورة.

## آثاره
- ديوان قصائد ومحاورات شعبية - شعر شعبي
- ديوان جراح الأمس.
- المغتره - من اعداد ابنه فيصل الثبيتي، وطبع على نفقة الأمير فيصل بن خالد.
- ديوان أندلسيات - شعر فصيح.

## المناصب التي تقلدها
- أستاذ بكلية الشريعة بجامعة أم القرى بعد أن نال الماجستير والدكتوراه من جامعة فيكتوريا في مانشستر بريطانيا.
- سكرتير مجلة الدارة التي تصدر عن دارة الملك عبد العزيز بالرياض.
- الملحق التعليمي بسفارة المملكة العربية السعودية بالسودان.
- رئيس البحوث العلمية بوزارة التعليم العالي.
- رئيس إدارة البعثات بوزارة التعليم العالي.

## وفاته
توفي إثر مرض في الولايات المتحدة في يوم الإثنين 31 يوليو 1995 عن عمر ناهز 58 عام.